# Xanthosia rotundifolia
Xanthosia rotundifolia är en flockblommig växtart som beskrevs av Dc. Xanthosia rotundifolia ingår i släktet Xanthosia och familjen flockblommiga växter. Inga underarter finns listade i Catalogue of Life.

## Bildgalleri

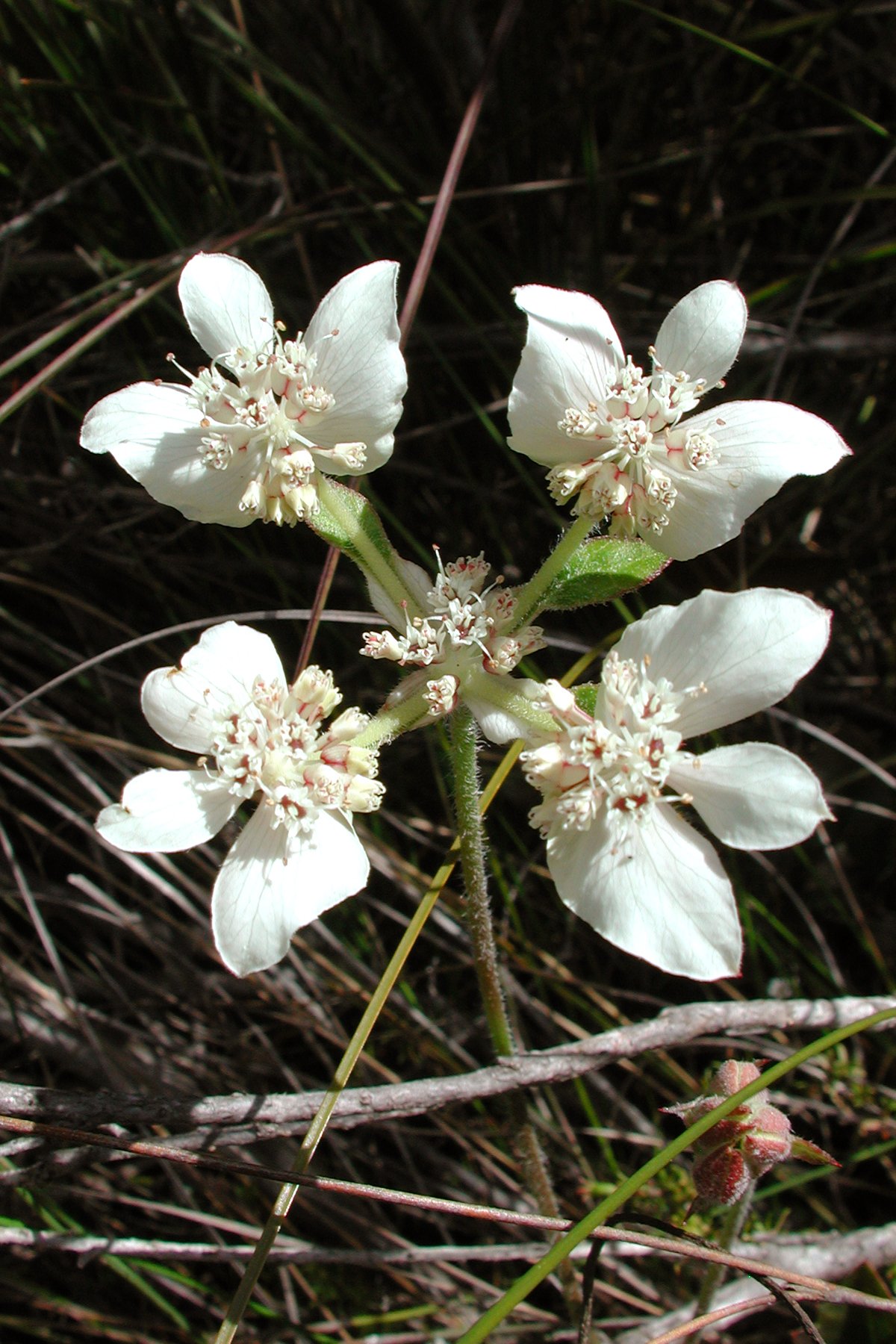
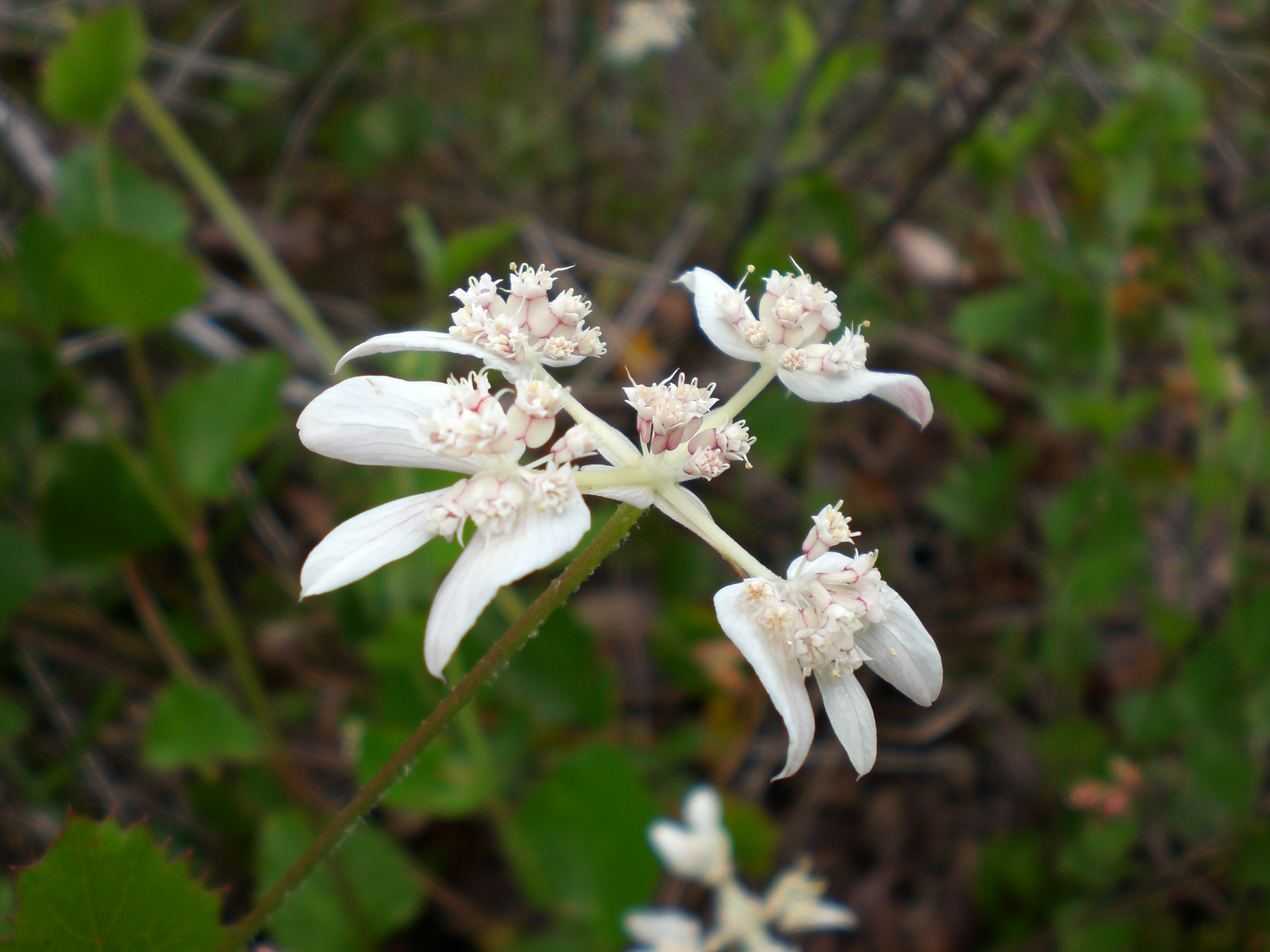